# Pepsi-Cola
La Pepsi-Cola, più comunemente conosciuta come Pepsi, è una bevanda analcolica statunitense prodotta dalla PepsiCo.

## Storia
Nasce nel 1898 a New Bern, cittadina della Carolina del Nord, negli Stati Uniti, quando un farmacista, Caleb Bradham, creò la Brad's Drink, una bibita a base di cola, con asserite proprietà dissetanti e digestive. Nello stesso anno la bevanda fu ribattezzata Pepsi-Cola, nome derivante dal termine dyspepsia (dispepsia) e dalla noce, frutto dell'albero di cola, contenente caffeina utilizzata nella ricetta. Nel 1903 Bradham fondò la Pepsi-Cola Company.
Già dagli albori Pepsi iniziò ad utilizzare la pubblicità, che portò il marchio, dopo la prima guerra mondiale, a diffondersi in tutti gli Stati Uniti. Negli anni trenta la Pepsi si espanse a livello internazionale arrivando in America Latina e in Canada. Trasferì il suo quartier generale a Long Island e iniziò a insidiare da vicino la Coca-Cola. Durante gli anni della Grande Depressione Pepsi lanciò una nuova campagna commerciale: offrì il doppio del prodotto allo stesso prezzo.
Passata la seconda guerra mondiale, negli anni cinquanta e sessanta Pepsi attuò una massiccia campagna di spot televisivi, grandi affissioni, una nuova confezione, e una strategia di distribuzione e di vendita che la portò ad insidiare la Coca-Cola, al tempo la principale società del settore.Nel 1963 Pepsi arriva in Italia.
La "guerra della cola" proseguì nei decenni successivi, fino ad arrivare agli anni ottanta quando Pepsi-Cola superò Coca-Cola e divenne la prima bibita degli Stati Uniti, grazie a forti campagne pubblicitarie che videro protagonisti Michael Jackson, Lionel Richie, Michael J. Fox, David Bowie, Tina Turner, Madonna, e negli anni novanta MC Hammer, Ray Charles, Cindy Crawford e le Spice Girls. Pepsi proseguì l'espansione raggiungendo i mercati della Cina, dell'Europa orientale, del Messico e dell'Argentina. Nei primi due decenni degli anni duemila altri testimonial ufficiali della Pepsi sono stati Beyoncé, Britney Spears, Pink, One Direction, Katy Perry e Cardi B.
Nel 1989, anno della caduta del muro di Berlino, l’accordo commerciale era in scadenza e in Unione Sovietica erano presenti 20 stabilimenti Pepsi. Il nuovo contratto prevedeva un costo di tre milioni di dollari, il giro d’affari della Pepsi nel paese comunista era cresciuto enormemente. La vodka non bastava più, così l’URSS propose di pagare con l’eredità degli armamenti della guerra fredda, una flotta di navi diesel composta da 17 sottomarini, 1 incrociatore, 1 fregata e 1 cacciatorpediniere. La compagnia accettò l’offerta, anche perché alternative non esistevano. Durante i giorni della contrattazione Pepsi divenne la sesta flotta navale al mondo per numero di sommergibili diesel in possesso, ben 17 appunto. In seguito una compagnia svedese specializzata nel riciclaggio di rottami acquistò la flotta.
Nel 2016 l'azienda lancia uno smartphone per il mercato cinese, il Pepsi P1S, prodotto da Koobee. Nel 2018 PepsiCo decide di lanciare in alcuni Paesi una edizione limitata delle confezioni della Pepsi con i loghi vintage che hanno caratterizzato la storia della bevanda, tra i quali spicca l'iconico logo bianco, rosso e blu del Pepsi Globe adoperato dagli anni settanta fino agli albori degli anni novanta (1973-1991).

## Pepsiman

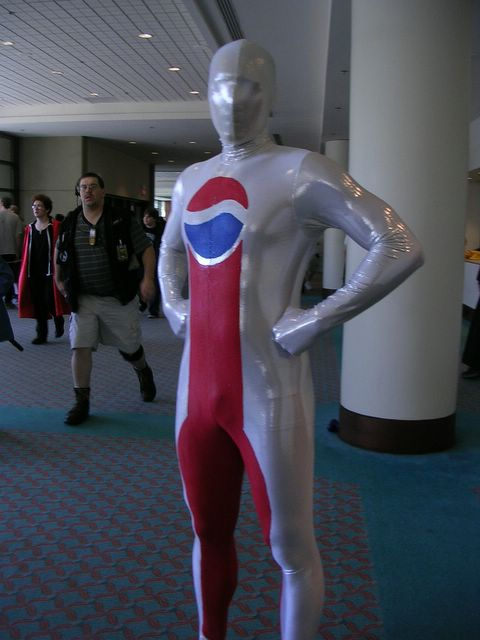
Cosplay di Pepsi Man

Pepsiman è una mascotte ufficiale della succursale giapponese della Pepsi. La creazione del design di questo personaggio, avvenuta intorno agli anni 90, è stata attribuita al disegnatore di fumetti canadese Travis Charest. Pepsiman ha assunto tre aspetti diversi, ognuno dei quali rappresenta lo stile della Pepsi in attuale distribuzione. Sono stati creati dodici spot televisivi con il personaggio. Il suo ruolo nella pubblicità è quello di apparire all'improvviso e consegnare della Pepsi alle persone assetate o gente con voglia di soda. Pepsiman appare proprio al momento giusto per consegnare la Pepsi agli interessati. Dopo aver consegnato la bevanda, a volte Pepsiman si fa del male dopo aver agito con pregiudizio (ad esempio: inzuccarsi nel tentativo di saltare fuori dalla finestra, cadere da una montagna saltando con lo snowboard ecc.)
Pepsiman compare come personaggio utilizzabile nel videogioco da combattimento Fighting Vipers pubblicato dalla Sega-AM2 per il Sega Saturn, ed è presentato con la capacità di "dissetarsi". Nel 1999, Kindle Imagine Develop ha sviluppato un omonimo videogioco per la PlayStation a lui dedicato, intitolato appunto Pepsiman. Il giocatore dovrà correre lungo un percorso zeppo di ostacoli e compiere diverse azioni per evitarli, saltando, scivolando o spostandosi di lato, e finendo in certe occasioni anche su skateboard e pattini a rotelle o inciampando attraverso vari settori. Lo scopo è raccogliere le lattine di Pepsi sparse per la strada, il tutto nel tentativo di raggiungere una persona assetata come negli spot pubblicitari.